# Isländische Badminton-Mannschaftsmeisterschaft 2014
Die Isländische Badminton-Mannschaftsmeisterschaft 2014 fand im Modus „Jeder gegen jeden“ vom 21. bis zum 23. Februar 2014 in Reykjavík statt. Meister wurde das Team von Tennis- og Badmintonfélag Reykjavíkur.

## Endstand
| Platz | Team                                            | Punkte | Spiele | G | U | V | Spielpunkte |   |    | Sätze |   |    | Bälle |   |       |
| ----- | ----------------------------------------------- | ------ | ------ | - | - | - | ----------- | - | -- | ----- | - | -- | ----- | - | ----- |
| 1     | Tennis- og Badmintonfélag Reykjavíkur-Öllarar   | 7      | 4      | 3 | 1 | 0 | 19          | - | 13 | 45    | - | 33 | 1434  | - | 1377  |
| 2     | Tennis- og Badmintonfélag Reykjavíkur-Svanirnir | 4      | 4      | 1 | 2 | 1 | 17          | - | 15 | 41    | - | 40 | 1491  | - | 1460  |
| 3     | BH/ÍA-Landsbyggðin                              | 4      | 4      | 2 | 0 | 2 | 16          | - | 16 | 37    | - | 42 | 1403  | - | 1498  |
| 4     | Tennis- og Badmintonfélag Reykjavíkur-Topparnir | 4      | 4      | 2 | 0 | 2 | 15          | - | 17 | 40    | - | 37 | 1438  | - | 1385  |
| 5     | Tennis- og Badmintonfélag Reykjavíkur-Sigurrós  | 1      | 4      | 0 | 1 | 3 | 13          | - | 19 | 33    | - | 44 | 1407  | - | 14530 |